# Капов Хан
Капов Хан (серб. Капов Хан, босн. Kapov Han) — населенный пункт (деревня) в общине Чайниче, который принадлежит энтитету Республике Сербской, Босния и Герцеговина. По результатам югославской переписи населения 1991 года в Капов Хане проживало 348 человек.

## Население
В населении деревни значительно преобладают мусульмане (боснийцы), доля прочих народностей незначительна.
| 1961                           | 1971 | 1981 | 1991 | - | - | - |
| ------------------------------ | ---- | ---- | ---- | - | - | - |
| 328                            | 292  | 312  | 348  | - | - | - |
| Гистограмма динамики населения |      |      |      |   |   |   |

### Национальный состав населения
на 1991 год:
- Сербы — 17 человек (4,89 %)
- Хорваты — 0 человек (0,00 %)
- Мусульмане — 331 человек (95,11 %)
- Югославы — 0 человек (0,00 %)
- Другие и неизвестно — 0 человек (0,00 %)